# Rocky Point (Karolina Północna)
Rocky Point – jednostka osadnicza w Stanach Zjednoczonych, w stanie Karolina Północna, w hrabstwie Pender.